# Люцяново
Люцяново (пол. Lucjanowo) — село в Польщі, у гміні Коло Кольського повіту Великопольського воєводства.
Населення — 235 осіб (2011).
У 1975-1998 роках село належало до Конінського воєводства.

## Демографія
Демографічна структура станом на 31 березня 2011 року:
|          | Загалом | Допрацездатний вік | Працездатний вік | Постпрацездатний вік |
| -------- | ------- | ------------------ | ---------------- | -------------------- |
| Чоловіки | 130     | 23                 | 90               | 17                   |
| Жінки    | 105     | 20                 | 59               | 26                   |
| Разом    | 235     | 43                 | 149              | 43                   |